# Leichtathletik-Weltmeisterschaften 2015/Kugelstoßen der Männer

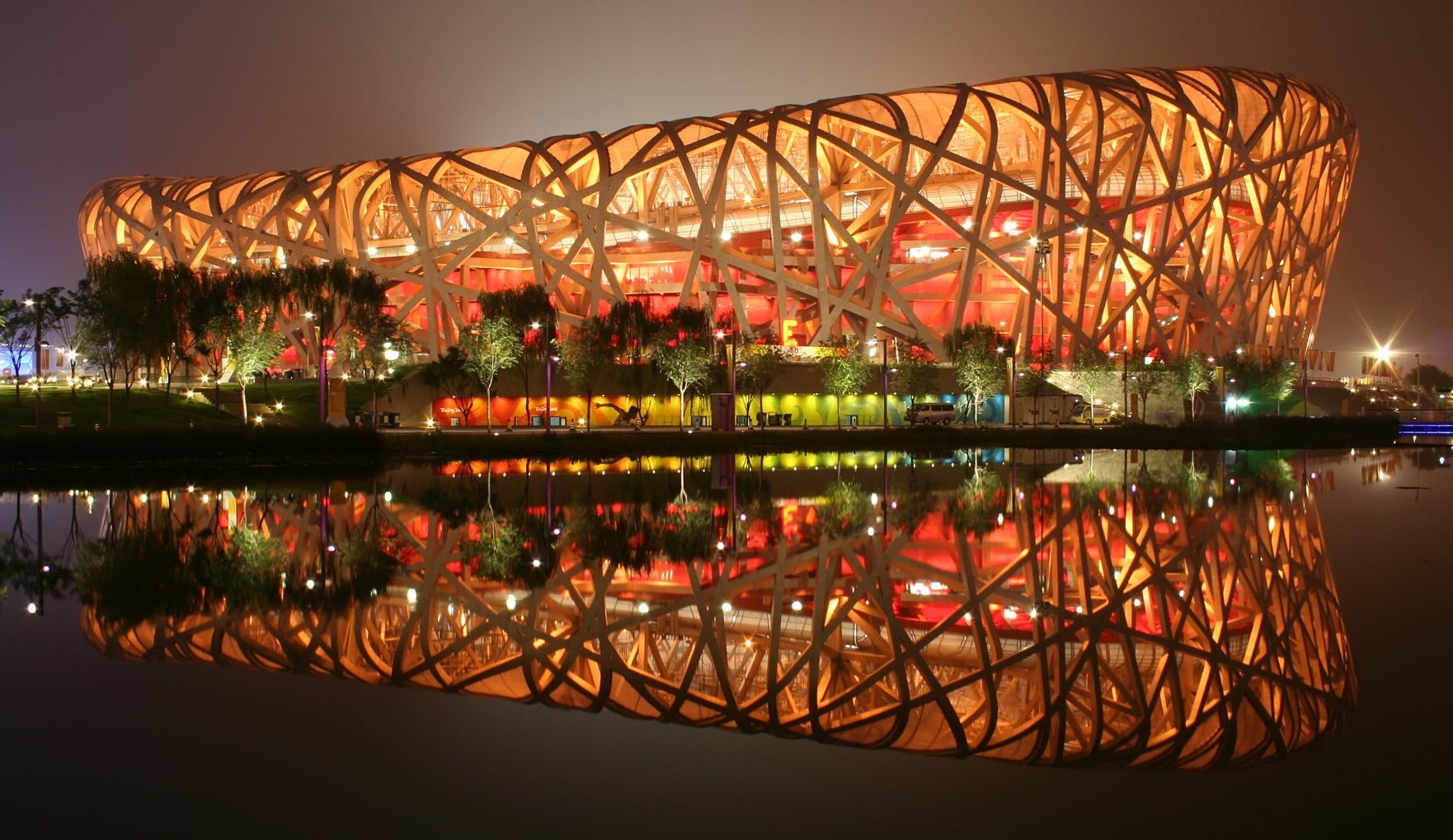
Das Nationalstadion Peking während der Weltmeisterschaften

Das Kugelstoßen der Männer bei den Leichtathletik-Weltmeisterschaften 2015 wurde am 23. August 2015 im Nationalstadion der chinesischen Hauptstadt Peking ausgetragen.
Es siegte der US-Amerikaner Joe Kovacs.

Silber gab es diesmal für den zweifachen Weltmeister (2011/2013), Olympiazweiten von 2012 und zweifachen Europameister (2012/2014) David Storl aus Deutschland.

Der Jamaikaner O’Dayne Richards gewann mit Landesrekord die Bronzemedaille.

## Bestehende Rekorde
| Weltrekord               | Randy Barnes   | 23,12 m | Westwood, USA      | 20. Mai 1990    |
| Weltmeisterschaftsrekord | Werner Günthör | 22,23 m | WM in Rom, Italien | 29. August 1987 |

Der bestehende WM-Rekord wurde bei diesen Weltmeisterschaften nicht eingestellt und nicht verbessert.
Es gab einen Kontinental- und einen Landesrekord:
- Kontinentalrekord (Ozeanienrekord): 21,58 m – Tomas Walsh (Neuseeland), Finale
- Landesrekord: 21,69 m – O’Dayne Richards (Jamaika), Finale

## Legende
Kurze Übersicht zur Bedeutung der Symbolik – so üblicherweise auch in sonstigen Veröffentlichungen verwendet:
| – | verzichtet |
| x | ungültig   |

## Qualifikation
23. August 2015, 10:05 Uhr Ortszeit (4:05 Uhr MESZ)
Die Qualifikation wurde in zwei Gruppen durchgeführt. Die Qualifikationsweite betrug 20,65 m. Da nur drei Athleten diese Weite übertrafen (hellblau unterlegt), wurde das Finalfeld mit den nächstbesten Athleten beider Gruppen auf insgesamt zwölf Sportler aufgefüllt (hellgrün unterlegt). So reichten schließlich 19,94 m für die Finalteilnahme.

### Gruppe A
| Platz | Athlet             | Land                    | 1. Versuch | 2. Versuch | 3. Versuch | Weite (m) |
| ----- | ------------------ | ----------------------- | ---------- | ---------- | ---------- | --------- |
| 01    | Joe Kovacs         | USA                     | 20,28      | 21,36      | –          | 21,36     |
| 02    | Reese Hoffa        | USA                     | 20,75      | –          | –          | 20,75     |
| 03    | Tomas Walsh        | Neuseeland              | x          | 20,49      | 20,31      | 20,49     |
| 04    | Inderjeet Singh    | Indien                  | 19,15      | x          | 20,47      | 20,47     |
| 05    | Asmir Kolašinac    | Serbien                 | 19,35      | 20,37      | 20,22      | 20,37     |
| 06    | Tomasz Majewski    | Polen                   | 20,13      | 20,11      | 20,34      | 20,34     |
| 07    | Jan Marcell        | Tschechien              | 20,32      | 19,47      | x          | 20,32     |
| 08    | Bob Bertemes       | Luxemburg               | 19,87      | 19,60      | 19,64      | 19,87     |
| 09    | Darlan Romani      | Brasilien               | 19,86      | 19,06      | 19,41      | 19,86     |
| 10    | Alexander Lesnoi   | Russland                | 19,29      | 19,78      | x          | 19,78     |
| 11    | Mostafa Amr Hassan | Ägypten                 | 18,97      | 19,42      | 19,65      | 19,65     |
| 12    | Borja Vivas        | Spanien                 | 18,88      | 19,19      | 19,28      | 19,28     |
| 13    | Jaco Engelbrecht   | Südafrika               | 19,04      | x          | x          | 19,04     |
| 14    | Tsanko Arnaudov    | Portugal                | 18,01      | 18,85      | x          | 18,85     |
| DNS   | Kemal Mešić        | Bosnien und Herzegowina |            |            |            |           |

In Qualifikationsgruppe A ausgeschiedene Kugelstoßer:

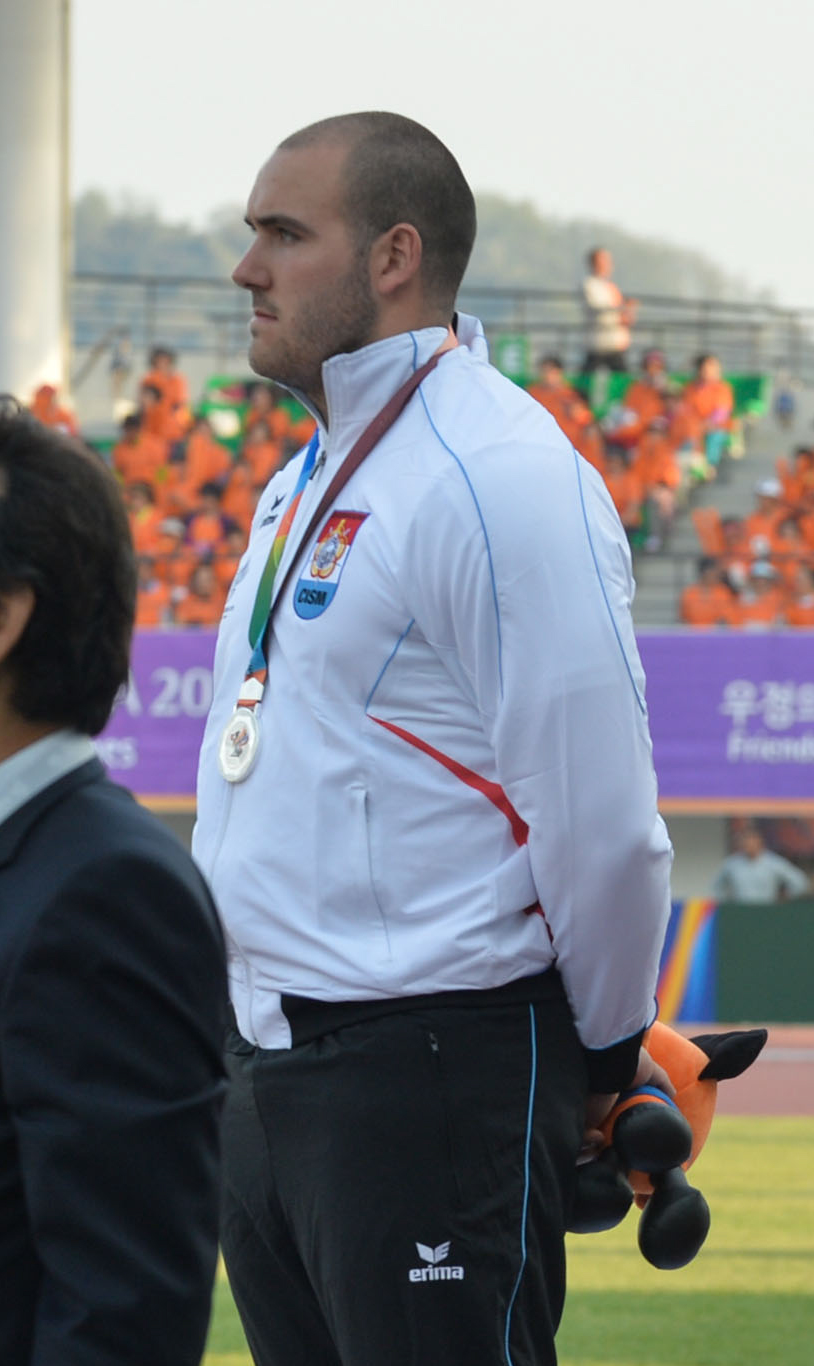
Bob Bertemes verfehlte die Finalteilnahme mit seinen 19,87 m um sieben Zentimeter
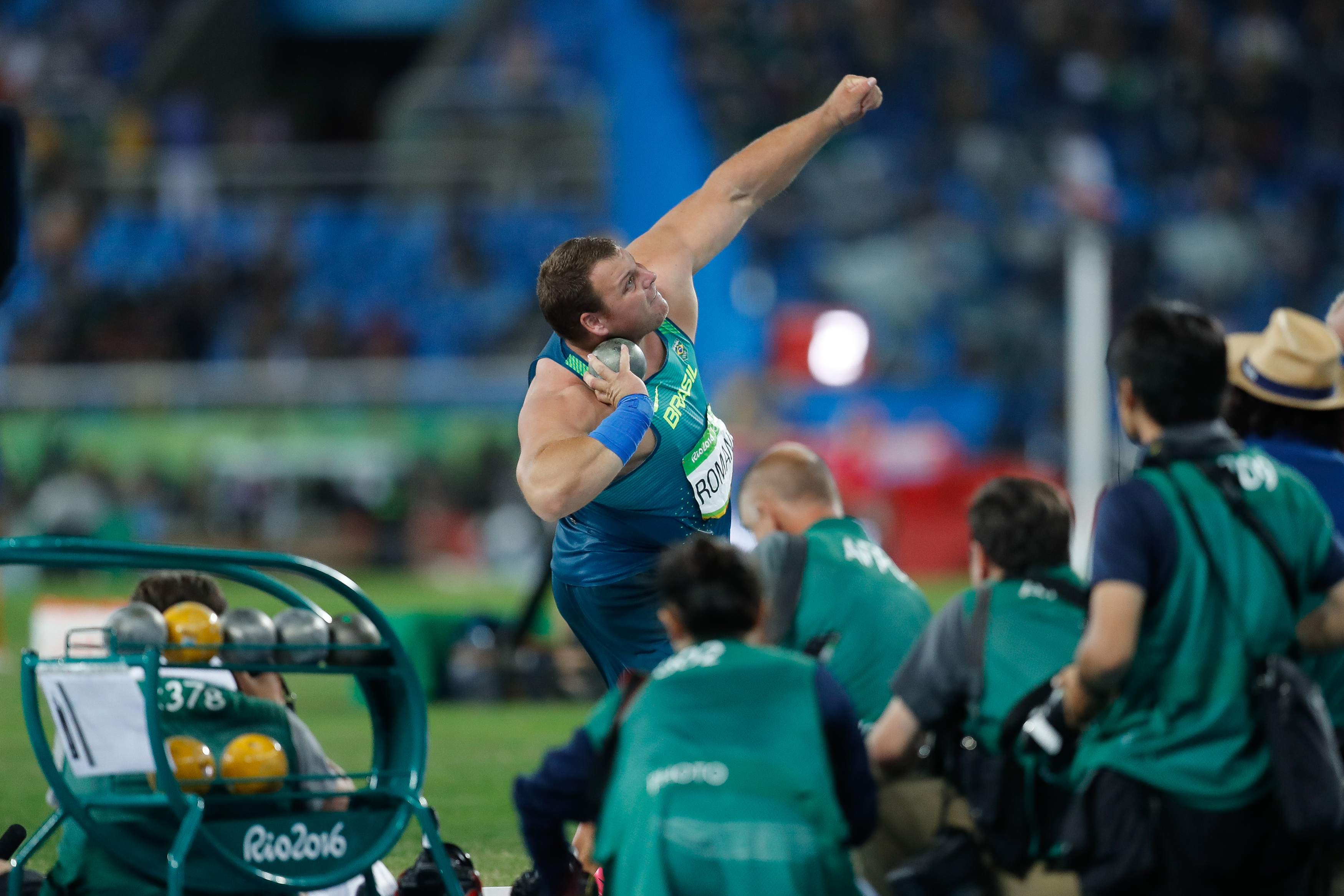
Darlan Romani schied mit 19,86 m in der Qualifikation aus
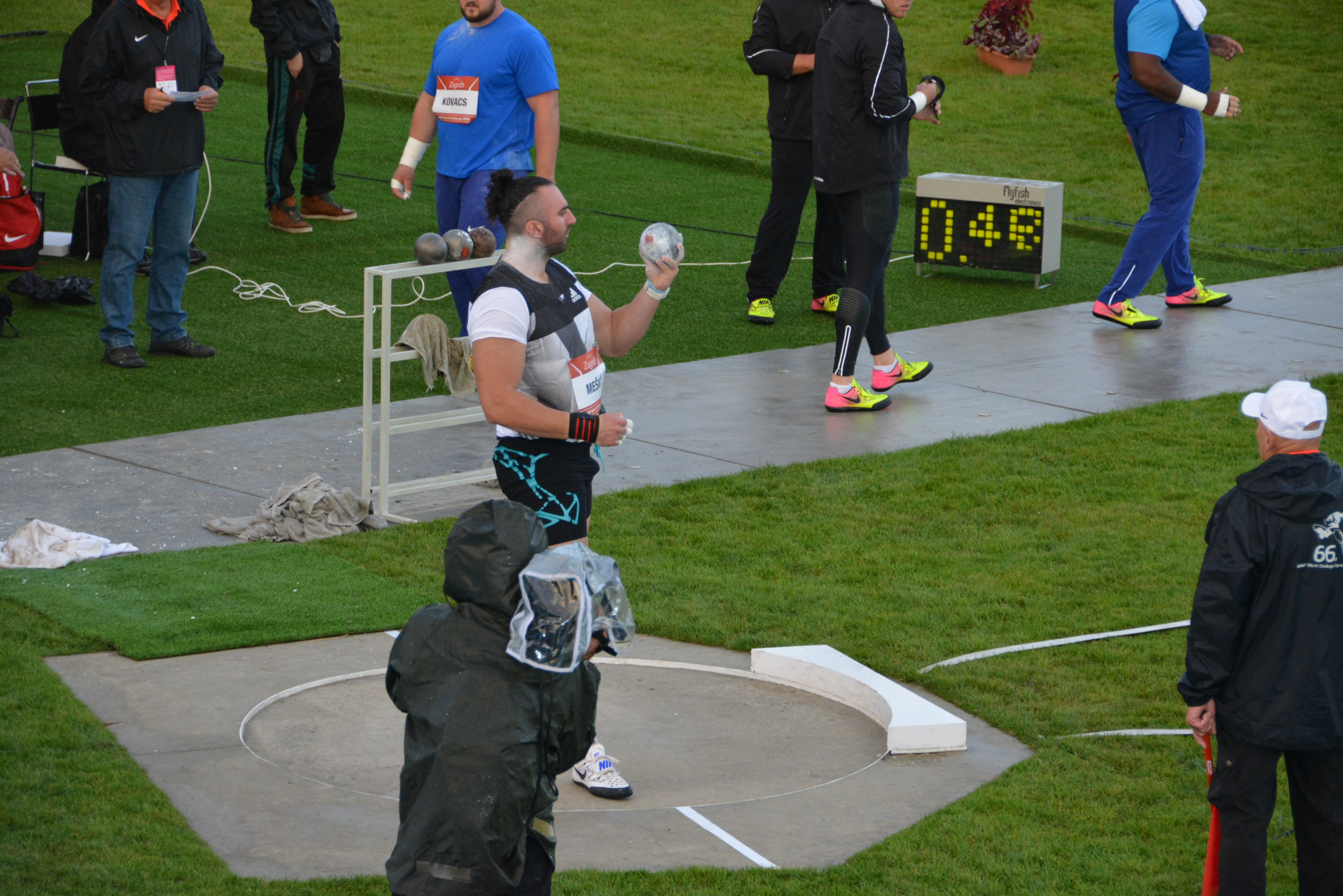
Kemal Mešić verzichtete auf einen Start

### Gruppe B
| Platz | Athlet             | Land                    | 1. Versuch | 2. Versuch | 3. Versuch | Weite (m) |
| ----- | ------------------ | ----------------------- | ---------- | ---------- | ---------- | --------- |
| 01    | David Storl        | Deutschland             | 21,26      | –          | –          | 21,26     |
| 02    | Germán Lauro       | Argentinien             | 20,64      | x          | –          | 20,64     |
| 03    | Christian Cantwell | USA                     | 19,61      | x          | 20,63      | 20,63     |
| 04    | O’Dayne Richards   | Jamaika                 | 20,55      | 20,01      | x          | 20,55     |
| 05    | Jacko Gill         | Neuseeland              | 19,93      | 19,94      | 19,79      | 19,94     |
| 06    | Jordan Clarke      | USA                     | 19,29      | 19,88      | 19,89      | 19,89     |
| 07    | Andrei Gag         | Rumänien                | x          | 19,74      | x          | 19,74     |
| 08    | Tomáš Staněk       | Tschechien              | 19,41      | x          | 19,63      | 19,63     |
| 09    | Tim Nedow          | Kanada                  | 19,41      | x          | 19,63      | 19,63     |
| 10    | Franck Elemba      | Republik Kongo          | 18,59      | 19,40      | 19,28      | 19,40     |
| 11    | Maxim Sidorow      | Russland                | x          | 19,35      | 19,28      | 19,35     |
| 12    | Marin Premeru      | Kroatien                | x          | 19,33      | x          | 19,33     |
| 13    | Orazio Cremona     | Südafrika               | x          | 18,63      | x          | 18,63     |
| 14    | Hamza Alić         | Bosnien und Herzegowina | x          | 18,62      | x          | 18,62     |
| NM    | Konrad Bukowiecki  | Polen                   | x          | x          | x          | ogV       |
| NM    | Georgi Iwanow      | Bulgarien               | x          | x          | x          | ogV       |

In Qualifikationsgruppe B ausgeschiedene Kugelstoßer:

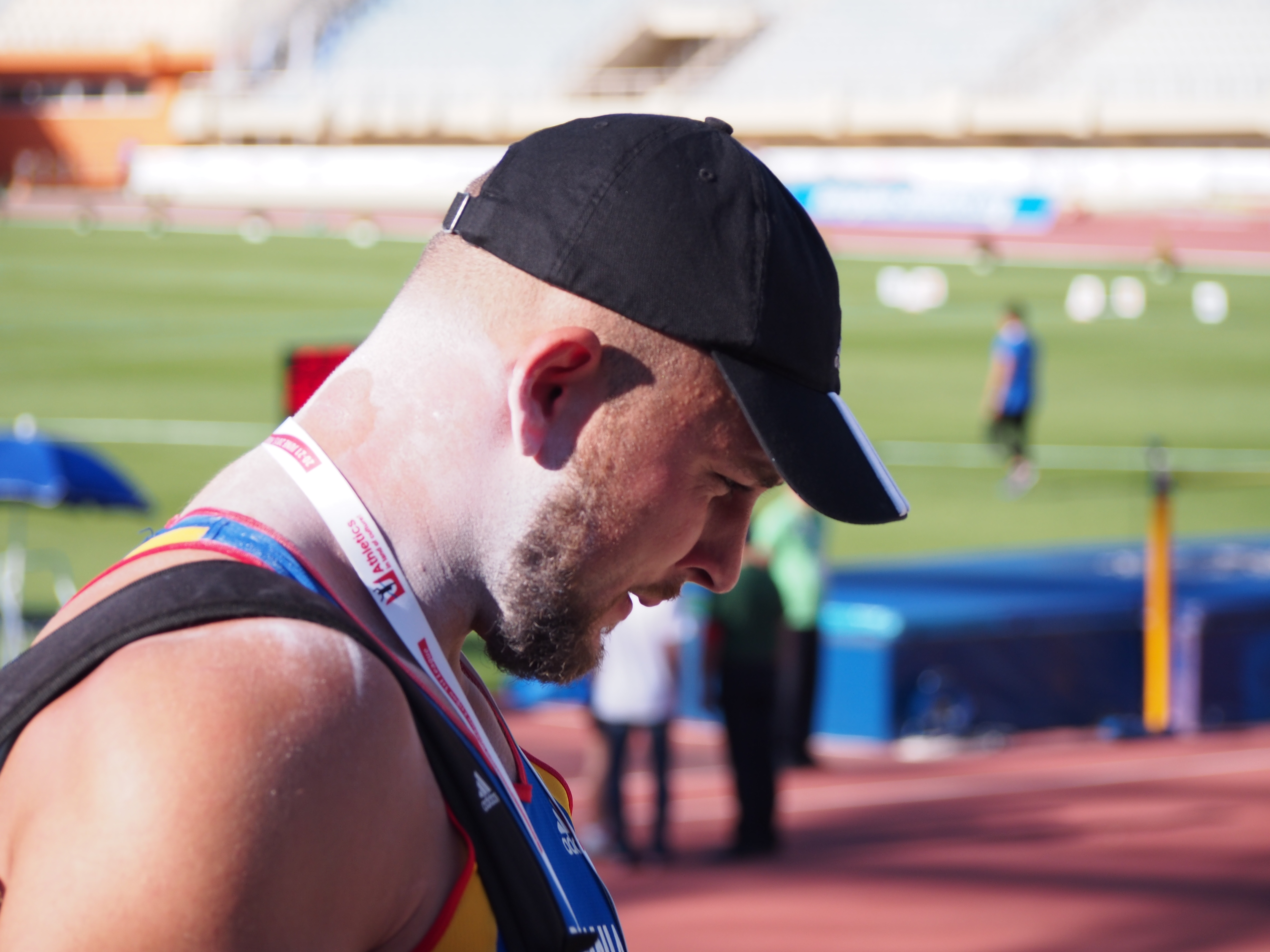
Mit 19,74 m schied Andrei Gag in der Qualifikation aus
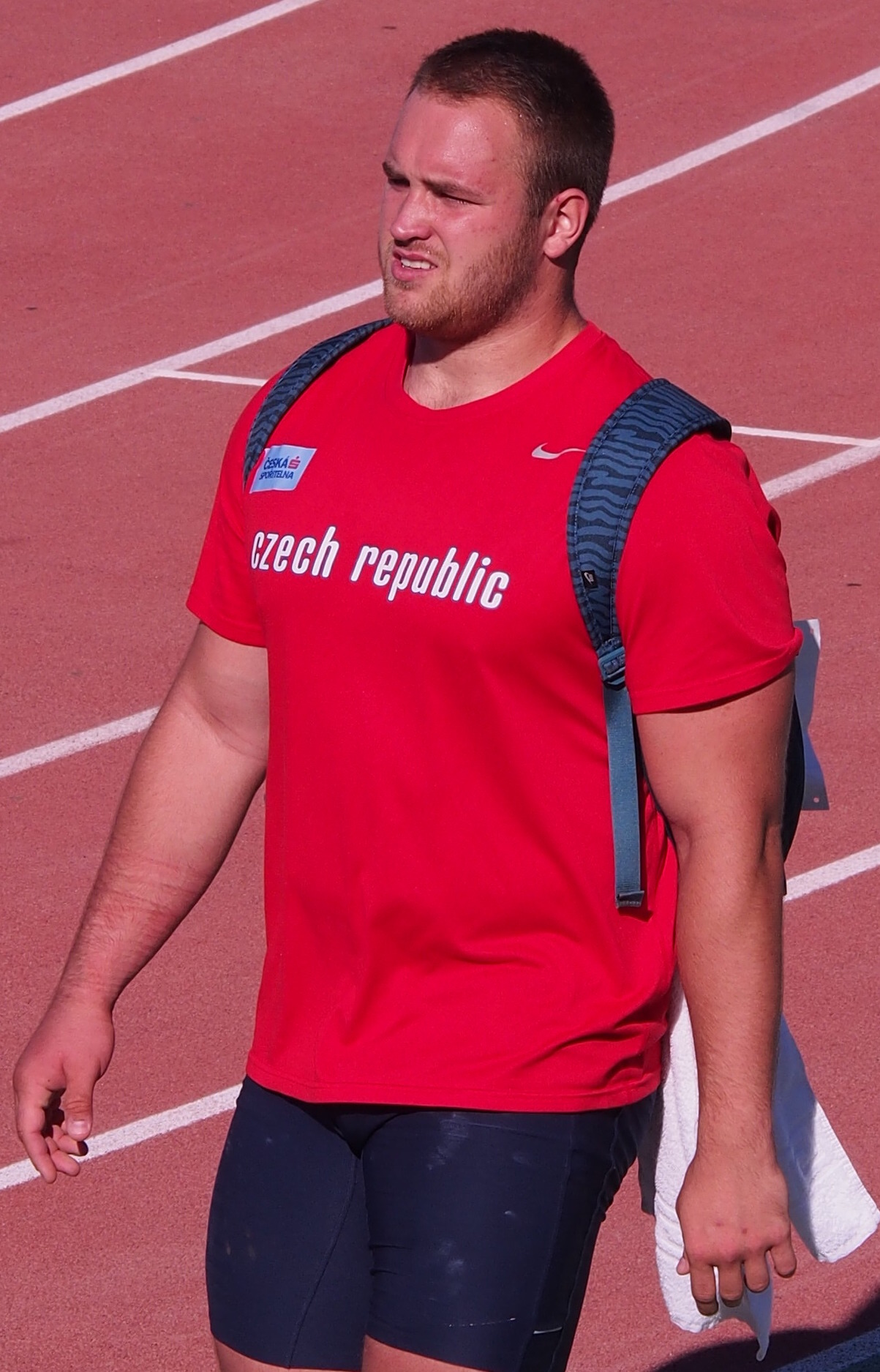
Tomáš Staněk erreichte mit gestoßenen 19,63 m nicht das Finale
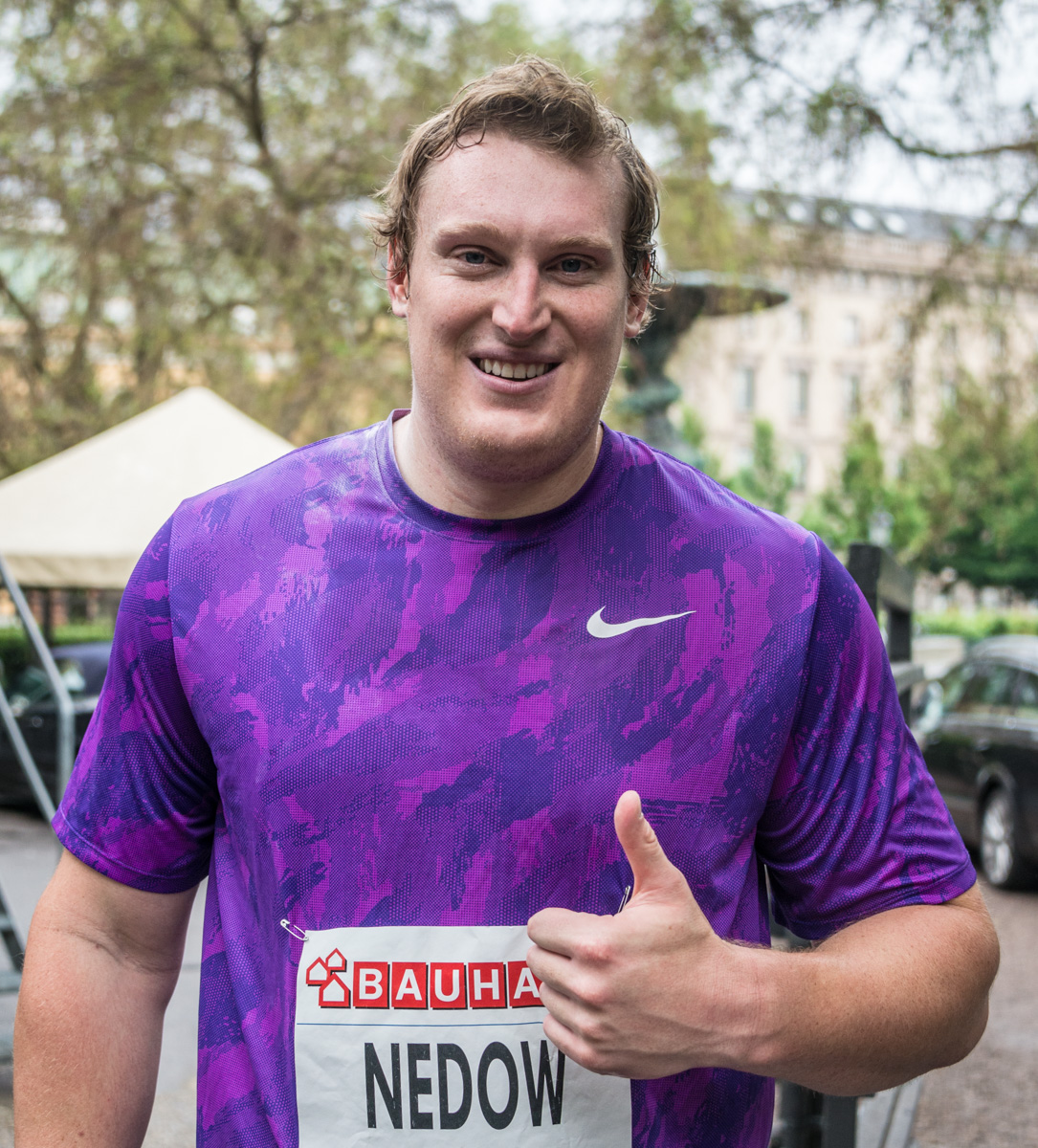
Tim Nedow erzielte 19,63 m und schied damit in der Qualifikation aus
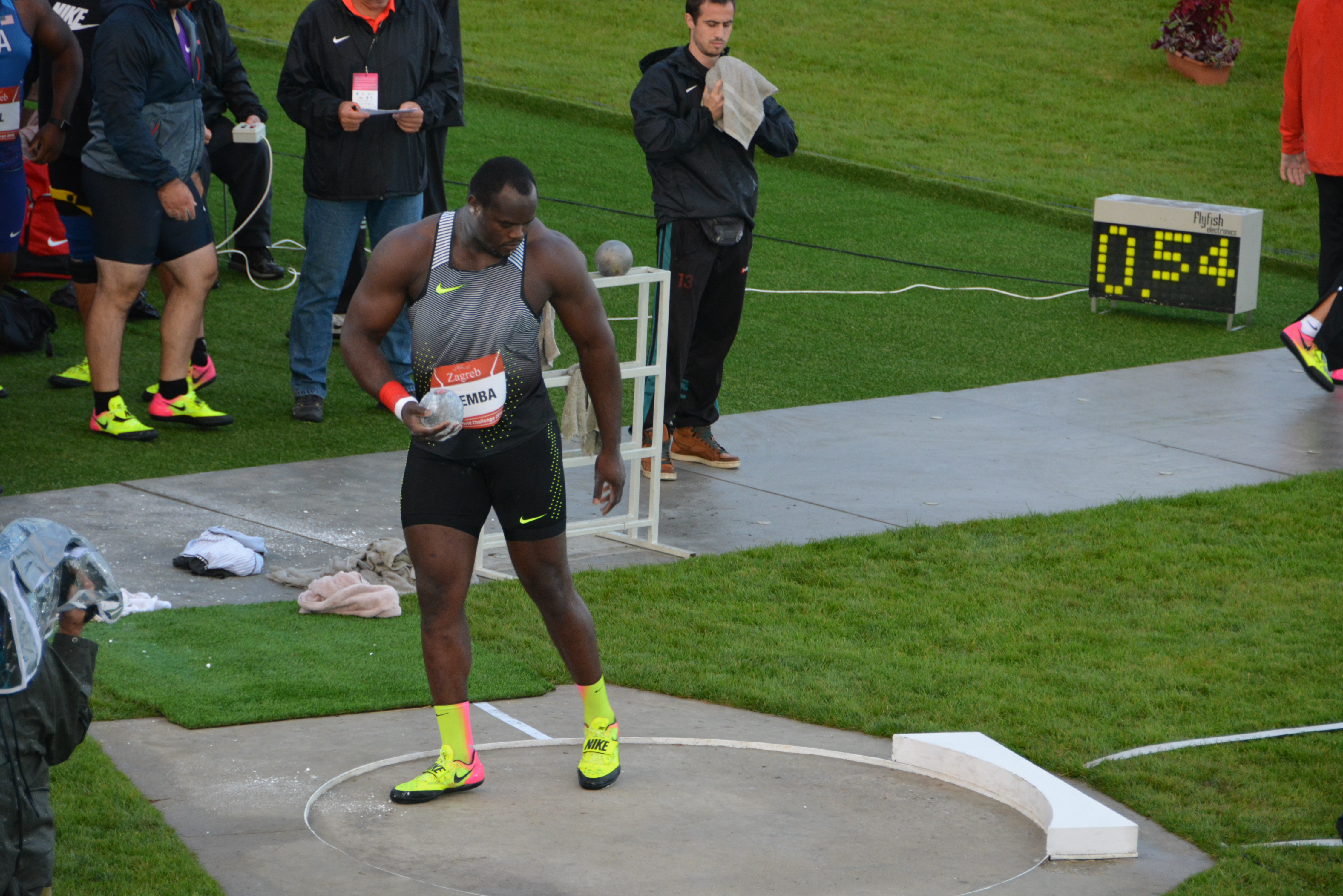
Für Franck Elemba reichten 19,40 m nicht aus, um im Finale dabei zu sein

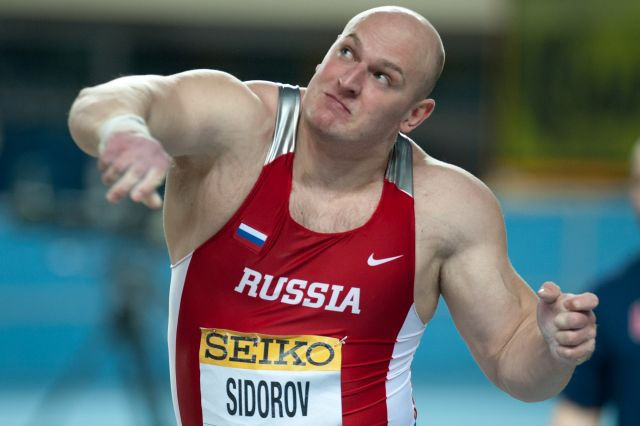
Maxim Sidorow scheiterte mit 19,35 m in der Qualifikation
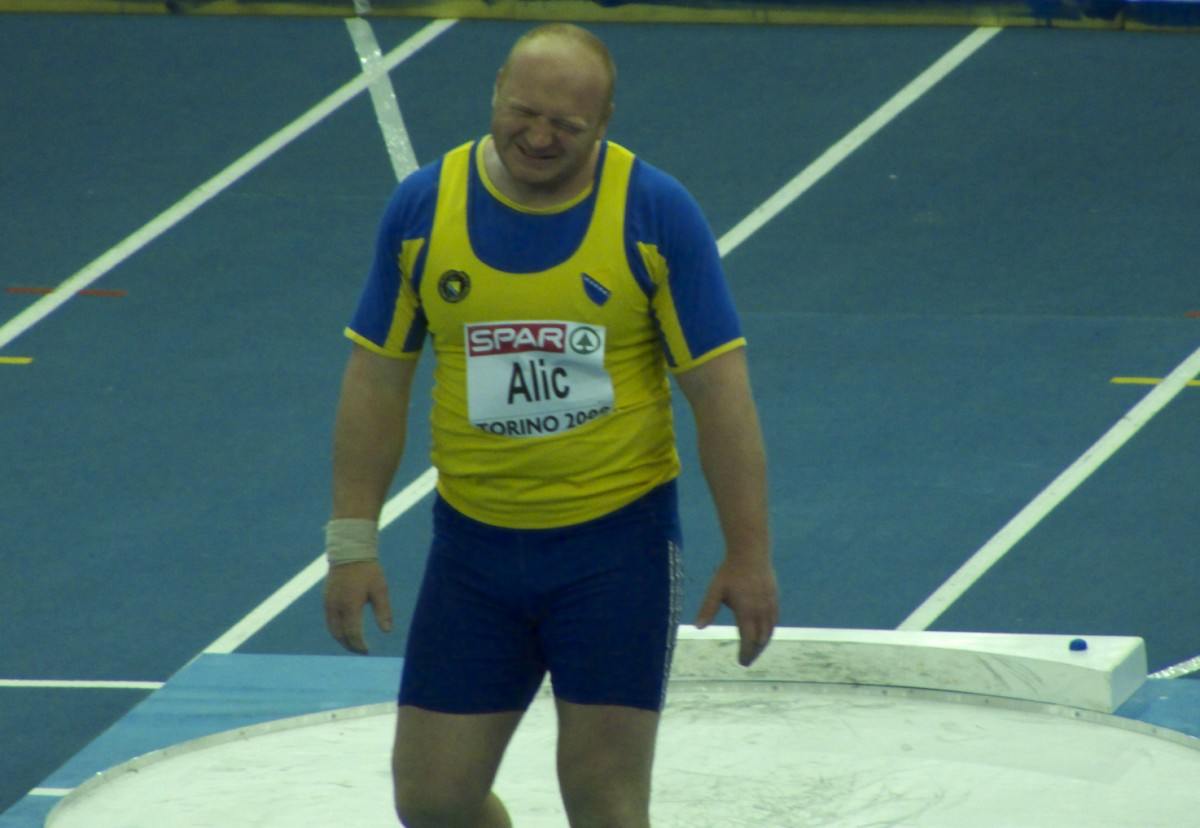
Für Hamza Alić war nach seinen 18,62 m die Weltmeisterschaft zu Ende
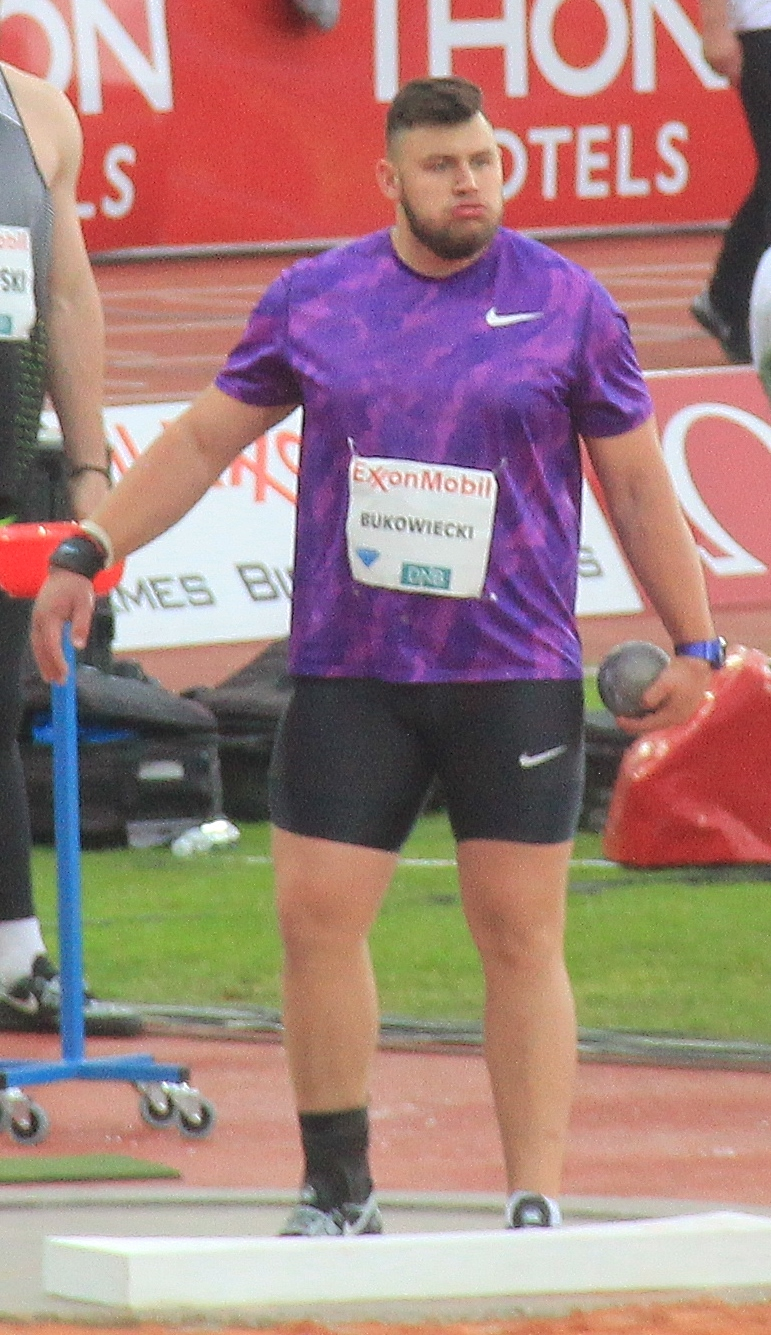
Konrad Bukowiecki gelang in der Qualifikation kein gültiger Stoß

## Finale
23. August 2015, 19:30 Uhr Ortszeit (13:30 Uhr MESZ)
Seit 2011 hatte der Deutsche David Storl fast alle großen internationalen Titel gewonnen. Er war Weltmeister von 2011 und 2013 sowie Europameister von 2012 und 2014. Nur bei den Olympischen Spielen 2012 hatte er sich mit Silber begnügen müssen. So gehörte er auch hier zu den großen Favoriten. Aber seine Konkurrenz war stark. Da waren die drei US-Amerikaner Reese Hoffa – Olympiadritter von 2012 und jeweils WM-Vierter von 2011 und 2013, Christian Cantwell – WM-Dritter von 2013 und Olympiavierter von 2012 – sowie der mit seinen Weiten in diesem Jahr stark auftrumpfende Joa Kovacs. Mit Olympiasieger Tomasz Majewski aus Polen – auch Europameister von 2010 und EM-Dritter von 2012 – war ebenfalls zu rechnen. Der kanadische Olympiafünfte und WM-Dritte von 2013 Dylan Armstrong war dagegen nicht am Start.
Der Wettbewerb nahm von Beginn an einen hochklassigen Verlauf. Mit seinem ersten Stoß von 21,23 m setzte sich Kovacs an die Spitze des Feldes. Im zweiten Durchgang konterte Storl mit 21,46 m und lag damit zunächst einmal ganz vorn. In Runde drei gelangen O’Dayne Richards 21,69 m, womit er jetzt überraschend die Führung übernahm. Er hatte jamaikanischen Landesrekord gestoßen.
Im ersten Finaldurchgang der besten acht Kugelstoßer steigerte sich der Neuseeländer Thomas Walsh auf 21,58 m – das war ein neuer Ozeanienrekord – und war damit kurzzeitig Zweiter hinter Richards. Doch Kovacs stieß nun 21,67 m und eroberte den Silberrang zurück. Zwischen Storl auf Rang vier und dem führenden Richards lagen gerade einmal 23 Zentimeter, noch war nichts entschieden. In Runde fünf änderte sich die Reihenfolge wieder. Zunächst erzielte Storl 21,75 m und war damit Erster. Aber Kovacs steigerte sich auf 21,93 m und verdrängte den Deutschen damit gleich wieder von der Spitzenposition. Dabei blieb es schließlich, auf den vorderen Rängen änderte sich im letzten Durchgang nichts mehr.
Joe Kovacs war neuer Weltmeister, David Storl belegte den zweiten Platz vor O’Dayne Richards. Thomas Walsh auf Rang vier fehlten elf Zentimeter zur Bronzemedaille. Fünfter wurde Reese Hoffa mit genau 21,00 m vor Tomasz Majewski.
| Platz | Athlet             | Land        | 1. Versuch | 2. Versuch | 3. Versuch | 4. Versuch                               | 5. Versuch                               | 6. Versuch                               | Weite (m) |
| ----- | ------------------ | ----------- | ---------- | ---------- | ---------- | ---------------------------------------- | ---------------------------------------- | ---------------------------------------- | --------- |
|       | Joe Kovacs         | USA         | 21,23      | 20,48      | x          | 21,67                                    | 21,93                                    | 21,66                                    | 21,93     |
|       | David Storl        | Deutschland | x          | 21,46      | x          | 20,44                                    | 21,74                                    | 21,28                                    | 21,74     |
|       | O’Dayne Richards   | Jamaika     | x          | 20,79      | 21,69      | x                                        | 20,54                                    | x                                        | 21,69 NR  |
| 04    | Tomas Walsh        | Neuseeland  | 20,05      | x          | 20,64      | 21,58                                    | 21,01                                    | x                                        | 21,58 OZ  |
| 05    | Reese Hoffa        | USA         | 20,61      | 20,72      | x          | 20,31                                    | 21,00                                    | x                                        | 21,00     |
| 06    | Tomasz Majewski    | Polen       | 20,57      | 20,82      | 20,17      | 20,59                                    | 20,50                                    | x                                        | 20,82 SB  |
| 07    | Asmir Kolašinac    | Serbien     | x          | 20,11      | 20,36      | x                                        | x                                        | 20,71                                    | 20,71     |
| 08    | Jacko Gill         | Neuseeland  | 19,99      | 20,11      | 19,54      | 19,44                                    | 19,54                                    | 19,49                                    | 20,11     |
| 09    | Germán Lauro       | Argentinien | 19,70      | x          | x          | nicht im Finale der besten acht Athleten | nicht im Finale der besten acht Athleten | nicht im Finale der besten acht Athleten | 19,70     |
| 10    | Jan Marcell        | Tschechien  | x          | 19,00      | 19,69      | nicht im Finale der besten acht Athleten | nicht im Finale der besten acht Athleten | nicht im Finale der besten acht Athleten | 19,69     |
| 11    | Inderjeet Singh    | Indien      | 19,52      | x          | 18,68      | nicht im Finale der besten acht Athleten | nicht im Finale der besten acht Athleten | nicht im Finale der besten acht Athleten | 19,52     |
| DNS   | Christian Cantwell | USA         |            |            |            |                                          |                                          |                                          |           |

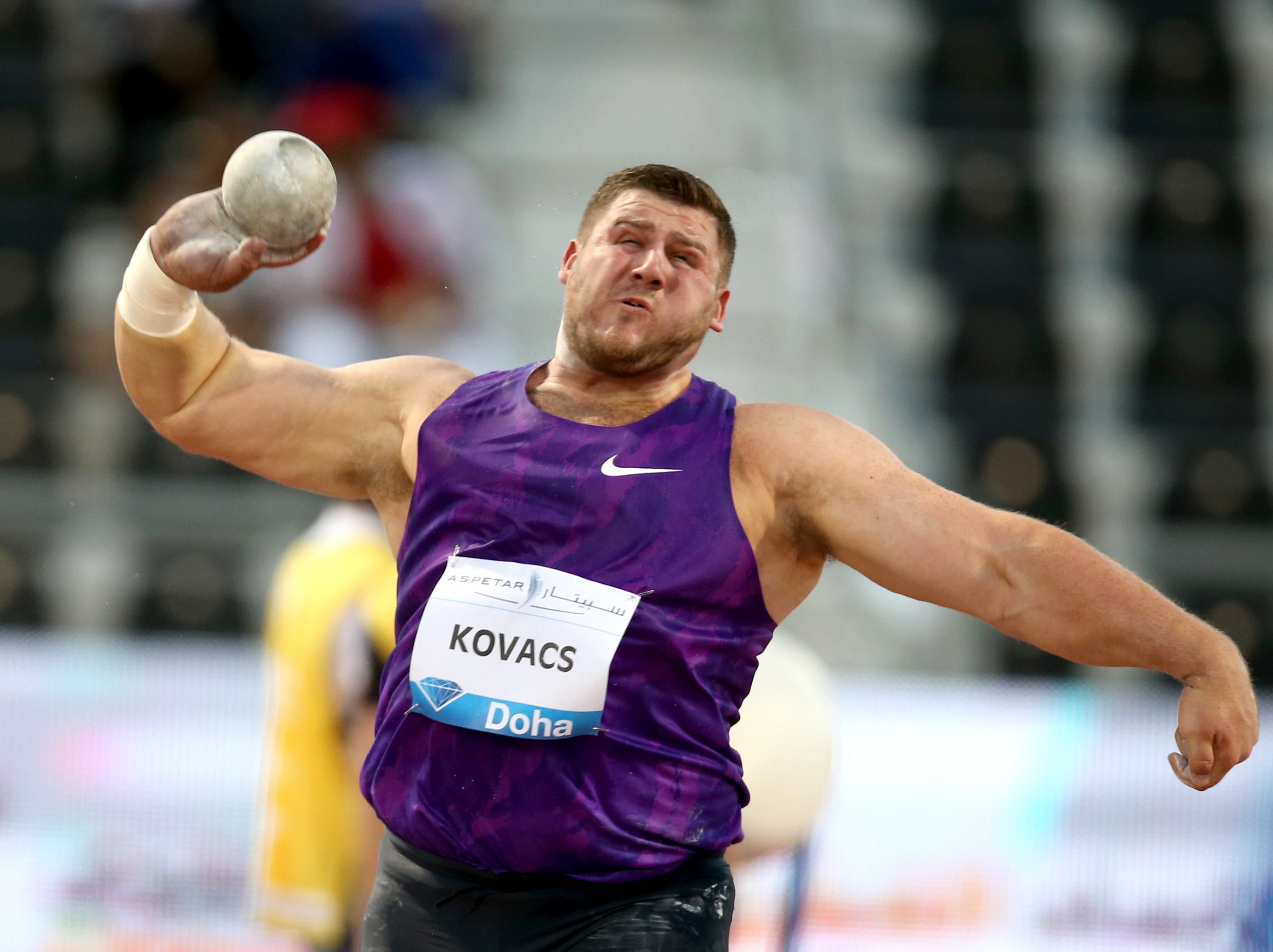
Weltmeister mit der Drehstoßtechnik: Joe Kovacs
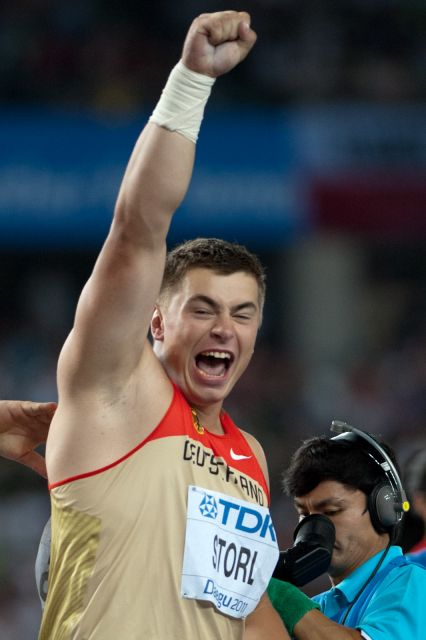
Auch diesmal gab es mit Silber wieder eine Medaille für David Storl
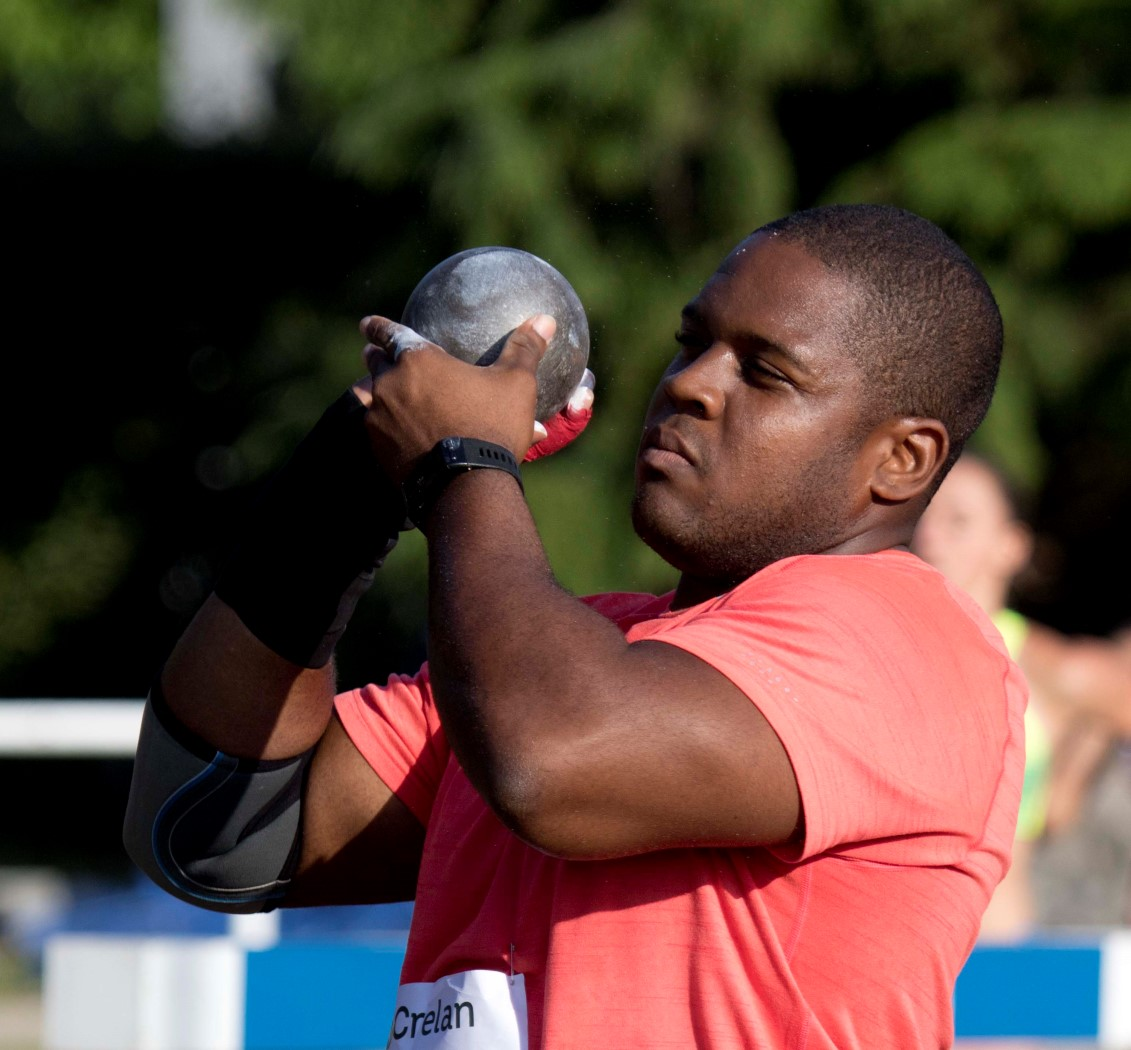
Bronze mit neuem jamaikanischen Rekord: O’Dayne Richards

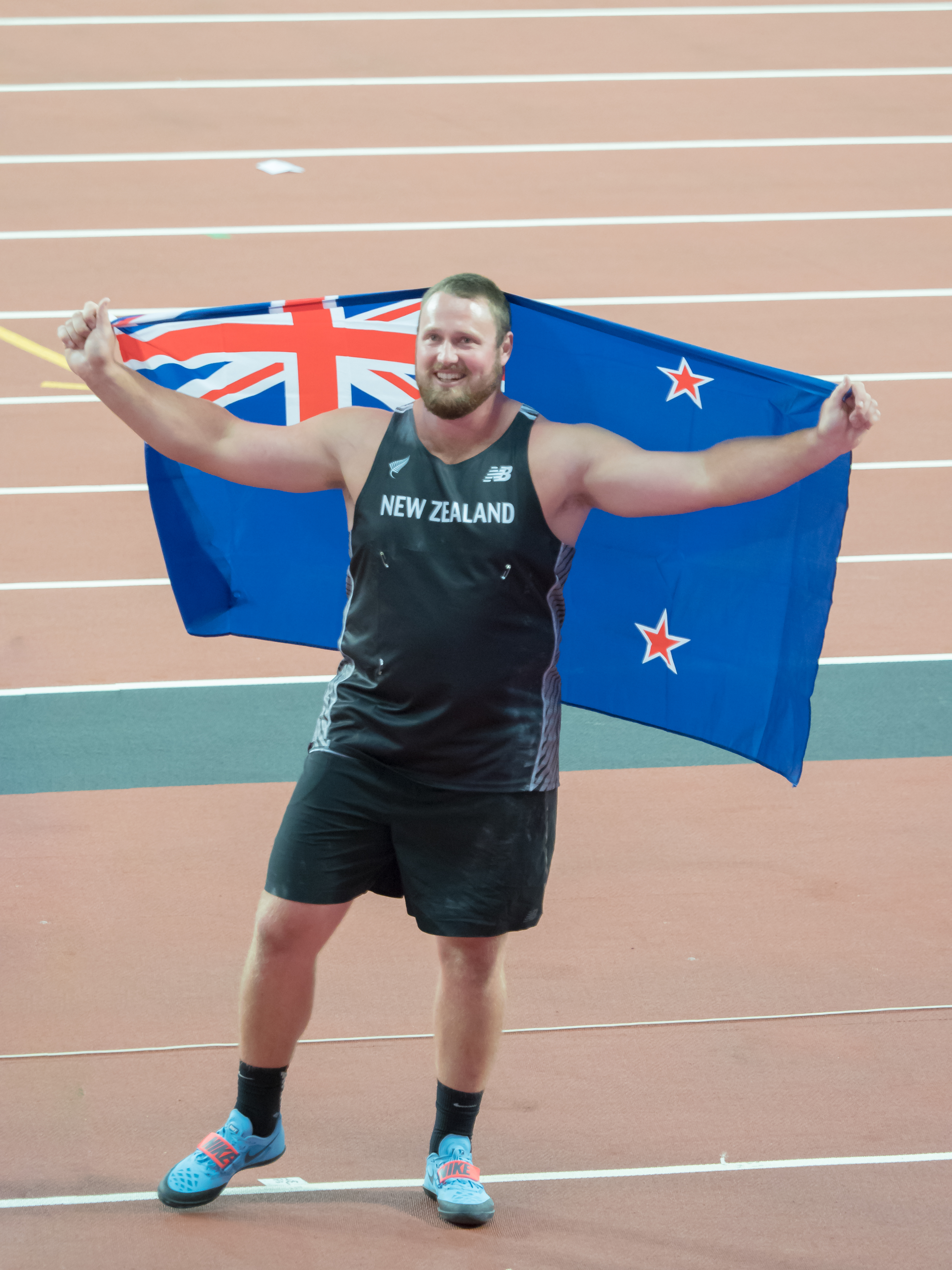
Tom Walsh kam mit neuem Ozeanienrekord auf den vierten Platz
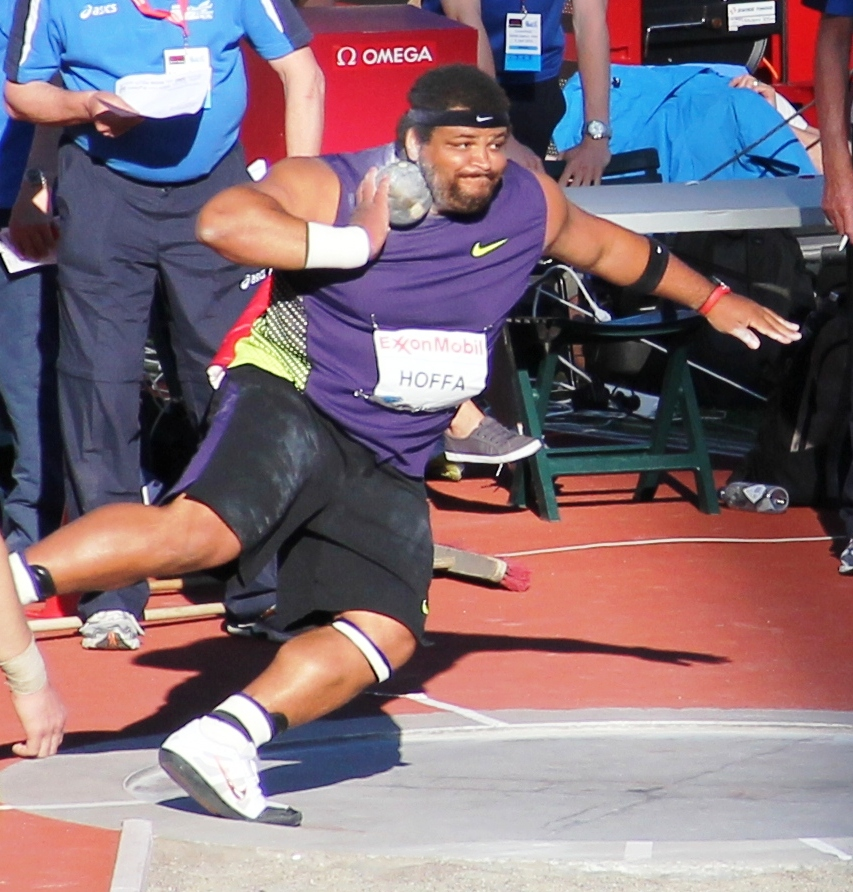
Rang fünf für Reese Hoffa
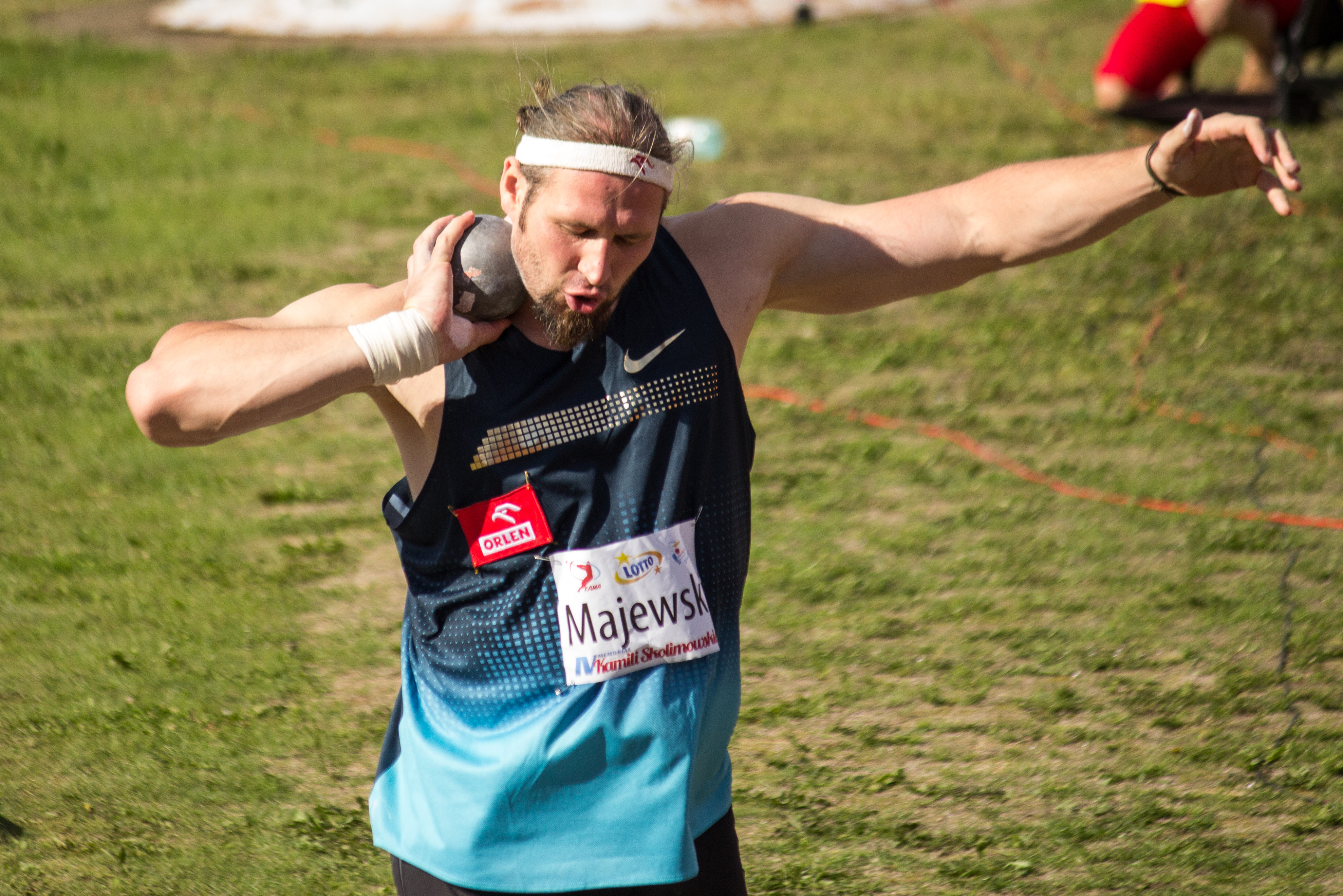
Der amtierende Olympiasieger Tomasz Majewski wurde Sechster
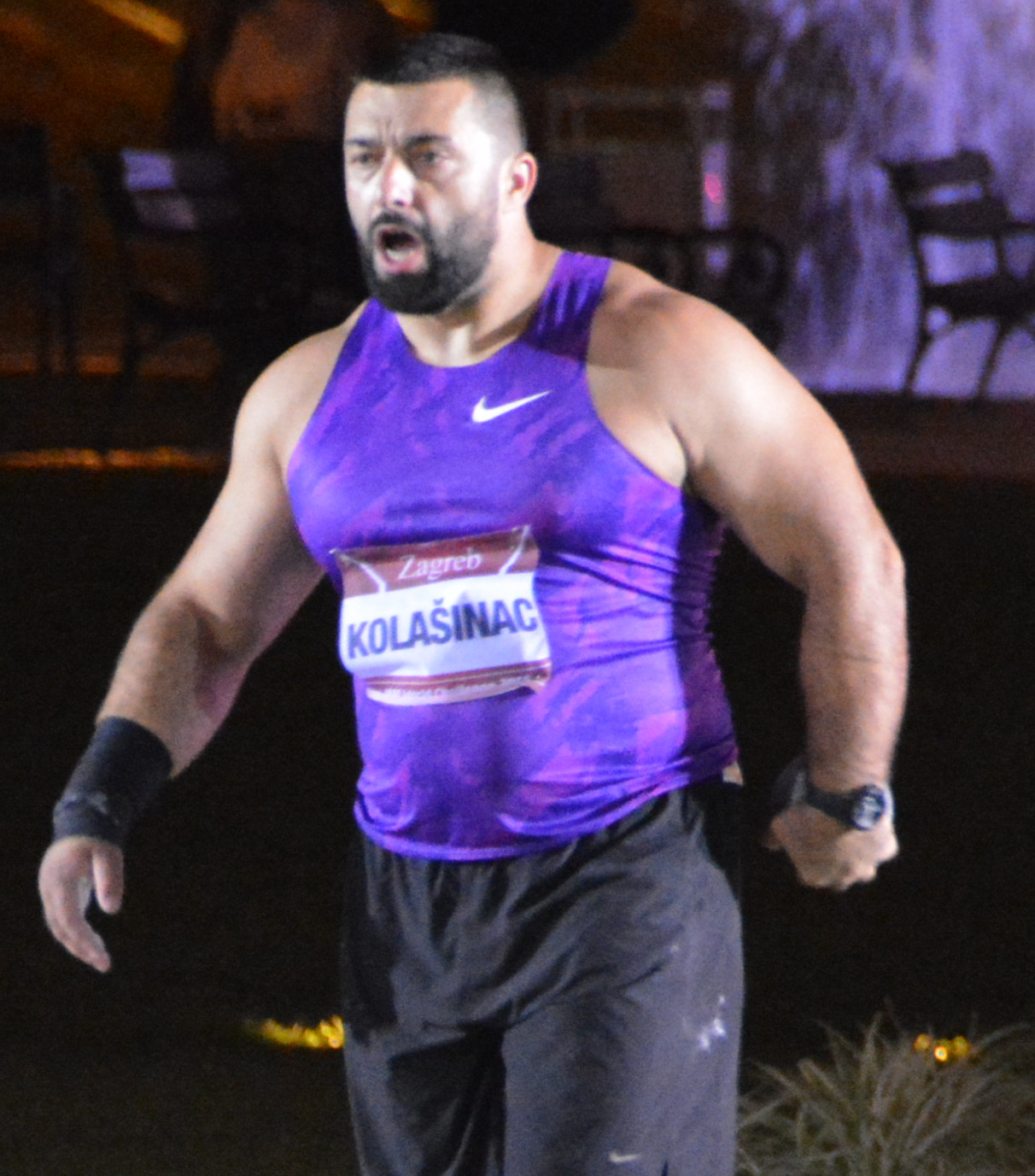
Asmir Kolašinac kam auf den siebten Platz
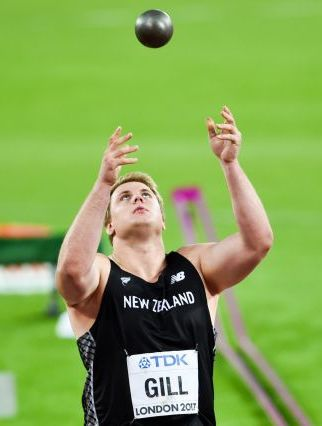
Jacko Gill, der zweite Neuseeländer in diesem Finale, belegte Rang acht
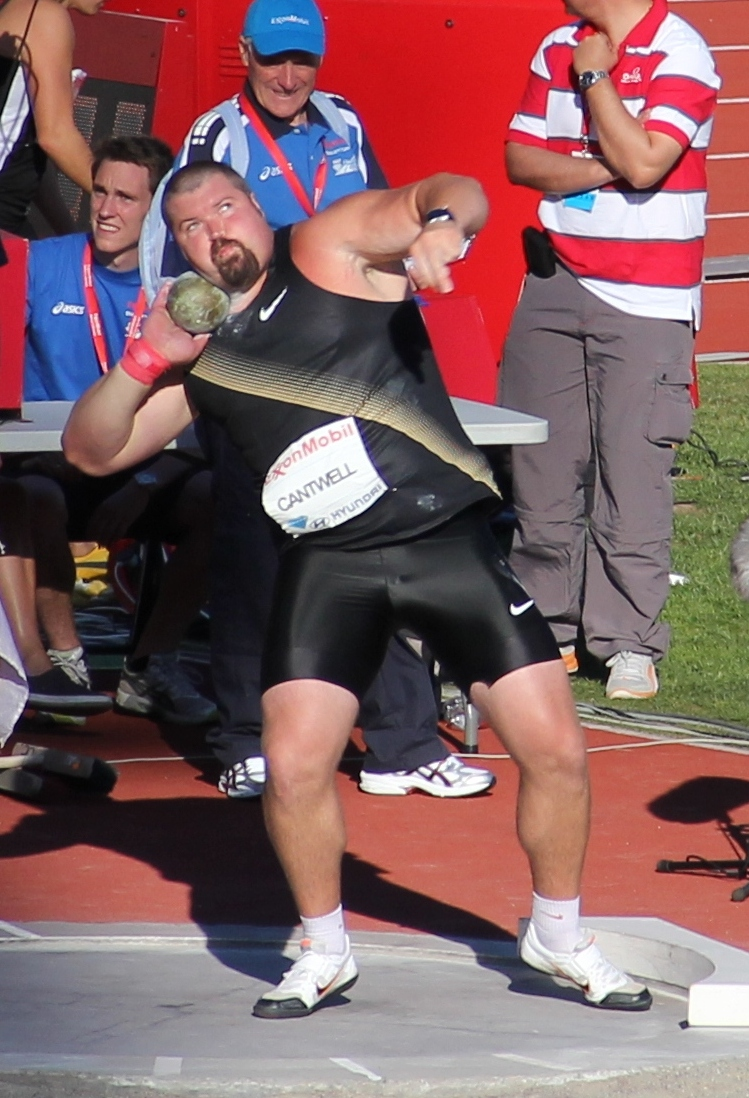
Der Olympiavierte Christian Cantwell verzichtete auf einen Start im Finale

## Videolinks
- Incredible,Joe Kovacs won the shot put gold medal in Beijing 2015, youtube.com, abgerufen am 16. Februar 2021
- O'Dayne Richards sets new NR 21.69 in Shot Put at IAAF World Championships Beijing 2015, youtube.com, abgerufen am 16. Februar 2021
- Interview David Storl, youtube.com, abgerufen am 16. Februar 2021
- Interview O'Dayne Richards, youtube.com, abgerufen am 16. Februar 2021
- Interview Tomas Walsh, youtube.com, abgerufen am 16. Februar 2021
- Interview Tomasz Majewski, youtube.com, abgerufen am 16. Februar 2021